# Eigel Ernő
Eigel Ernő (Csíkszereda, 1932. december 30. – 2021. március 12.) erdélyi magyar matematikatanár, iskolaigazgató.

## Életpályája
1954-ben végezte a Bolyai Tudományegyetem matematika szakát. Utána Baróton (1954–60), majd a csíkszeredai gimnáziumban tanított 1994-ig. Közben volt igazgató (1966–1978, 1990–1994), rajoni (járási) tanfelügyelő (1965–1966), megyei tanfelügyelő (1982–1985). 1990 és 1994 között a városi tanács (önkormányzat) tagja. 1994-től néhány évig a gyulai Erkel Ferenc Gimnáziumban meghívott tanárként dolgozott.

## Munkássága
Tanárként és igazgatóként is a tanulóközpontúságot tartotta fontosnak. Matematikaóráin főleg az egyéni tevékenységekre alapozott, így diákjai a saját ütemük szerint haladtak. Volt diákjai sok megemlékezésben dicsérik tanári és igazgatói munkáját, azt ahogy megszervezte a tanuláson kívüli kulturális tevékenységeket is. Az 1990-ban alakult Romániai Magyar Cserkészszövetség első elnöke volt. Az 1991-ben alapított Csíkszeredai Márton Áron Gimnáziumi Alapítvány kuratóriumának tagja, elnöke volt. Nyugdíjas korában két feladatgyűjteményt jelentetett meg.
„Folytonosan arra törekedtem, hogy megközelítsem tanítási óráim hangulatában, szemléletességében, a tanulók érdeklődésének felkeltésében, lekötésében,változatosságában és élményszerűségében a tanulók aktív közreműködését kiváltó Somay-modellt, vagyis hogy lehetőleg az osztály minden tanulója szellemileg is mindvégig jelen legyen a tanítási órán.”

### Könyvei
- Síkgeometriai feladatok (Válogatás egy matematikatanár gyűjteményéből), Gyula, 2004
- Térgeometriai feladatok (Válogatás egy matematikatanár gyűjteményéből: a csíkszeredai Márton Áron Líceumtól a gyulai Erkel Ferenc Gimnáziumig), Gyula, 2008[6]

## Díjai
- Posztumusz Pro Urbe-díj, Csíkszereda, 2021[7]

## Emlékezete
- Eigel Ernő-díj, a Márton Áron Főgimnázium legjobb végzős matematikus diákjának, 2020-tól évente